# 卢瓦尔河畔沃赞
卢瓦尔河畔沃赞（法語：Veuzain-sur-Loire，法語發音：[vøzɛ̃ syʁ lwaʁ]）是法国卢瓦-谢尔省的一个市镇，属于布卢瓦区。该市镇于2017年由原市镇翁赞和沃夫合并而成，行政中心位于翁赞。

## 地名
卢瓦尔河（Loire）是流经该地一条河流，其为法国第一大河。“沃赞”（Veuzain）由原市镇“沃夫”（Veuves）和“翁赞”（Onzain）的名称中各取一部分组合而成。

## 地理
卢瓦尔河畔沃赞（47°30'1"N, 1°10'30"E）面积37.96 平方千米，位于法国中央-卢瓦尔河谷大区卢瓦-谢尔省，该省份为法国中北部省份，北起厄尔-卢瓦省，东北接卢瓦雷省，东南接谢尔省，南至安德尔省，西南接安德尔-卢瓦尔省，西北接萨尔特省。
与卢瓦尔河畔沃赞接壤的市镇（或旧市镇、城区）包括：梅朗、桑特奈、锡斯河畔瓦卢瓦尔、卢瓦尔河畔肖蒙、卢瓦尔河畔里伊、莫讷、康热、蒙托。
卢瓦尔河畔沃赞的时区为UTC+01:00、UTC+02:00（夏令时）。

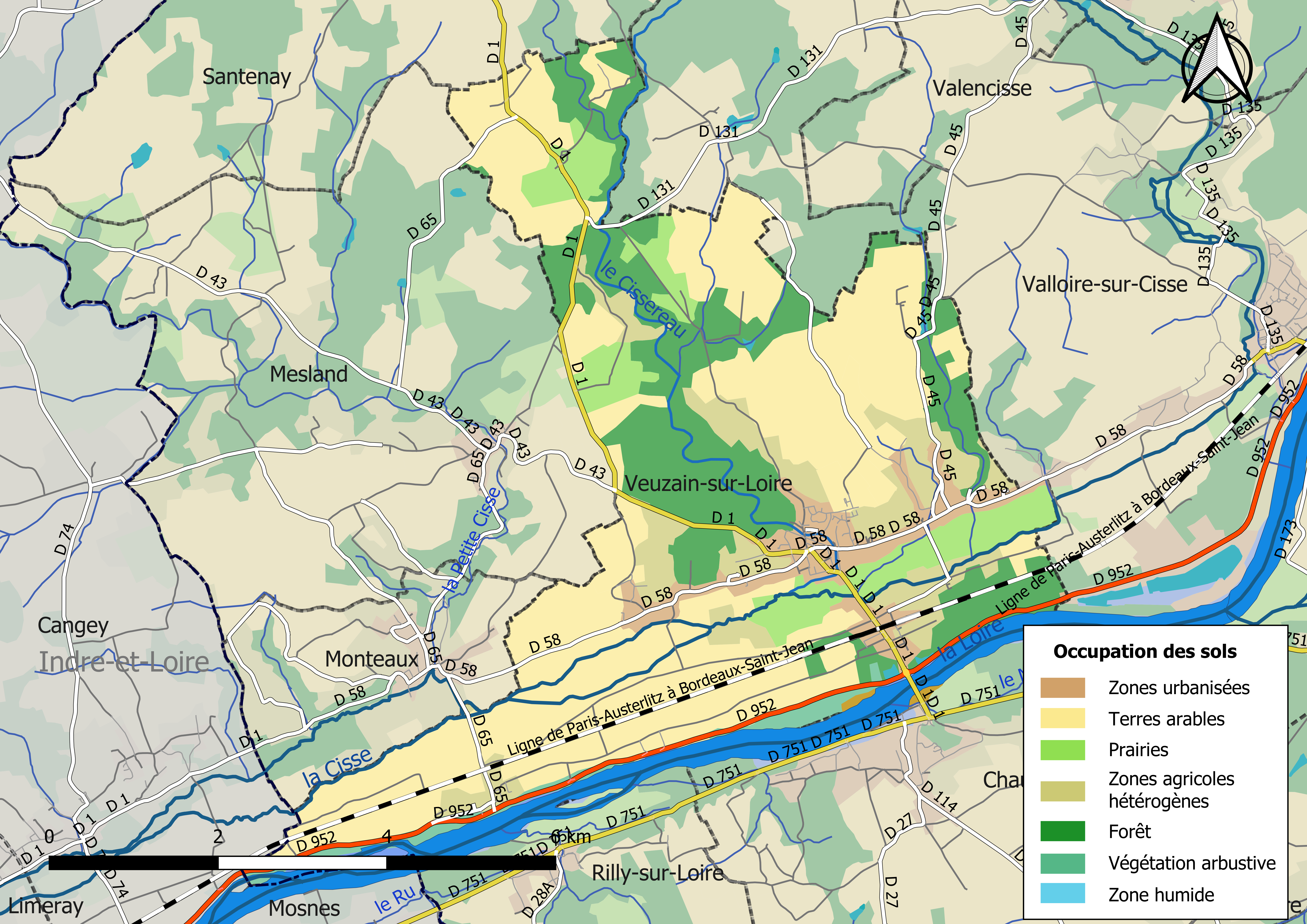
卢瓦尔河畔沃赞的OSM定位图

## 行政
卢瓦尔河畔沃赞的邮政编码为41150，INSEE市镇编码为41167。

## 政治
卢瓦尔河畔沃赞所属的省级选区为卢瓦尔河畔沃赞县，同时也是该县的中央投票站所在地。

## 人口
卢瓦尔河畔沃赞于2022年1月1日时的人口数量为3327人。